# Шість пробуджень
Шість пробуджень (англ. Six Wakes) — науково-фантастичний детективний роман Мур Лафферті, вперше опублікований у січні 2017 року у м'якій обкладинці та в електронному форматі видавництвом Orbit Books.

## Сюжет
Події розгортаються на борту зорельота «Dormire», який перевозить тисячі майбутніх колоністів із Землі на планету в зоряній системі Тау Кита. Усі пасажири перебувають у стані кріосну, а шість членів екіпажу — клоновані колишні злочинці — залишаються активними під час багатовікової подорожі. Кожного з них клонують і наділяють постійно оновленими спогадами після старіння чи смерті. Подорож має тривати кілька століть і фінансується ексцентричною мільярдеркою Саллі Міньйон, яка побудувала «Dormire» і є однією з колоністів. Клонування — це не лише корабельна технологія; воно також регулюється спеціальними законами, званими «Кодицилями», що виникли після зловживань генною інженерією та модифікацією «ментальних карт» (свідомостей).
Останній клон Марії Арени прокидається через 25 років після старту подорожі та виявляє свої попередні втілення, як і решту екіпажу, вбитими, а свої спогади про весь рейс — знищеними. Нові клони інших членів екіпажу теж страждають на амнезію; резервуари для клонування пошкоджені, а ІАН, штучний інтелект корабля, виведений із ладу і відхиляє зореліт від курсу. Так розпочинається таємниче розслідування у стилі «замкненої кімнати», у якому шість членів екіпажу — капітанка Катріна де ла Крус, пілот і навігатор Акіхіро Сато, начальник служби безпеки Вольфганг, інженер Поль Сера, бортовий лікар Джоанна Гласс і сама Марія, яка виконує обов'язки домогосподарки, — намагаються з'ясувати, хто з них убив свої попередні втілення і саботував подорож.
У процесі розслідування кожного персонажа розкривається його історія — часто дуже довга, адже всі вони є клонами з життєвим досвідом, який налічує сотні років. Це дозволяє Лафферті розширювати світ роману, оскільки багато хто з героїв був учасником значних подій у вигаданій історії цього світу. Наприклад, докторка Гласс у своєму попередньому втіленні була законодавицею, яка відіграла ключову роль у запропонуванні та ратифікації Кодицилів, що принесло їй ненависть тих, хто зловживав генною інженерією та модифікацією ментальних карт. Ці моменти стають вирішальними для розгадки таємниці, адже за свою довгу історію кожен із членів екіпажу зумів розлютити когось…

## Нагороди
2017 року роман був попередньо номінований на премію BSFA за найкращий роман, а 2018 року став фіналістом таких нагород: премії Філіпа К. Діка, премії Г'юго та премії Неб'юла.

## Відгуки
Kirkus Reviews, аналізуючи перехід авторки до жанру науково-фантастичного хорору, зазначає: «Важко не замислитися, чому Лафферті, враховуючи її явний талант до гумору, не використала цю історію для комедії». Початкова зав'язка здається знайомою для любителів детективів і, можливо, «занадто заплутаною для власного блага». Попри все, «напруга зростає, персонажі розкриваються, і спільні риси між ними починають проявлятися… Деякі з них, як виявляється, колишні або відставні маніяки». Зрештою, оглядач визнає, що «читачі, яких легко захопити і які не переймаються структурною логікою, знайдуть у книзі чимало цікавого»
Publishers Weekly називає роман «захопливим трилером із продуманим світоустроєм», який підіймає складні технологічні й моральні питання, гарантуючи собі місце серед номінантів на престижні премії."
Емілі Комптон-Дзак із Booklist називає роман «ідеальним поєднанням наукової фантастики й детективу», який містить червоні оселедці у стилі Clue та філософські роздуми про клонування. Вона рекомендує роман шанувальникам Світляка й любителям хороших загадок.
Меган М. МакАрдл з «Library Journal» пише: «Лафферті… створює ідеальний детектив у замкненому просторі в поєднанні з першокласним науково-фантастичним світобудуванням. Загадка про те, хто винен у руйнуваннях на кораблі, змушує читачів перегортати сторінки».
LaShawn M. Wanak з «Lightspeed» каже, що роман порівнюють із «поєднанням Що та Clue». Найсильніше книга проявляє себе, коли зосереджується на аспектах загадки та трилера. Лафферті чудово передає атмосферу напруги й параної, поки екіпаж намагається з'ясувати, хто є вбивцею. Хоча в тексті є деякі інформаційні перевантаження, я вважаю їх захопливими. Лафферті могла б легко написати дві-три книги, присвячені питанням етики клонування. Вона також хвалить різноманітність персонажів, але вважає фінал «трохи занадто чистим» і морально спірним, враховуючи весь акцент на гідному ставленні до клонів і людей.
Роман також був оглянутий у квітневому номері (№ 675) журналу Locus у 2017 році.